# Manon des sources (película de 1986)
Manon des sources (La venganza de Manon en España) es una película francesa dirigida por Claude Berri, estrenada en 1986, basada en el libro del mismo título de Marcel Pagnol. Es la continuación de Jean de Florette, aunque puede verse sin conocer la trama de la primera película.

## Resumen
Diez años después de la muerte de su padre, Jean de Florette, Manon vive como pastora en las colinas, en una gruta, evitando los contactos con los aldeanos, mientras Ugolin próspera en las tierras de Jean, los Romeros, adquiridas por él y su Papet gracias a bajas manipulaciones. El Papet, ya envejecido, ordena a su sobrino que se case y tenga hijos porque Ugolin es el último de los Soubeyran. El Papet quiere que el oro del clan Soubeyran pase a manos de los niños de Ugolin. Por su parte, Ugolin, sueña con casarse con Manon, pero ella tiene otros planes...

## Ficha técnica
|            | Dato                                               |
| ---------- | -------------------------------------------------- |
| Título     | Manon des sources                                  |
| Realizador | Claude Berri                                       |
| Productor  | Pierre Grunstein, Alain Poiré                      |
| Guion      | Claude Berri, Gérard Brach, Marcel Pagnol (novela) |
| Fotografía | Bruno Nuytten                                      |
| Montaje    | Hervé de Luze, Geneviève Louveau                   |
| Música     | Jean-Claude Petit, sobre un tema de Giuseppe Verdi |
| Género     | Drama                                              |
| Duración   | 120 minutos                                        |
| Estreno    | 19 de noviembre de 1986                            |

## Reparto
| Actor               | Personaje                                               |
| ------------------- | ------------------------------------------------------- |
| Yves Montand        | César Soubeyran "el Papet"                              |
| Daniel Auteuil      | Ugolin Soubeyran                                        |
| Emmanuelle Béart    | Manon Cadoret                                           |
| Hippolyte Girardot  | Bernard Olivier, el maestro                             |
| Élisabeth Depardieu | Amada Cadoret, la viuda de Jean y madre de Manon        |
| Margarita Lozano    | Baptistine, la bruja que vive con Manon                 |
| Yvonne Gamy         | Delphine, la vieja ciega que le dice la verdad al Papet |
| Ticky Holgado       | el especialista                                         |
| Patrick Portal      | niño                                                    |
| Pierre-Jean Rippert | Cabridan                                                |

## Reconocimientos
- César a la mejor actriz en un segundo rol - Emmanuelle Béart
- César al mejor actor - Daniel Auteuil

## Sobre la película
Las escenas del café, la fuente y la escuela fueron filmadas en Mirabeau. Las de la iglesia y el cementerio se filmaron en Vaugines.
Como homenaje a Marcel Pagnol y al cine provenzal hablado, el actor Fransined,  hermano de Fernandel, apareció en las dos películas en un pequeño papel de florista.